# Московский проспект (Кишинёв)
Московский проспект (рум. Bulevardul Moscova) — одна из важнейших улиц Кишинёва, столицы Молдавии, главная улица сектора Рышкановка. Протяжённость — 1,8 км.

## История
Застройка Московского проспекта началась в 1960-х годах, когда использовались свободные территории рядом с Кишинёвом. Проспект разделён пересекающими его улицами на три части.
Первая часть ограничена площадью Алеку Руссо и улицей Мирон Костин. Самое заметное строение — девятиэтажный дом со своеобразной системой лоджий, в котором до объявления независимости Республики Молдова располагался магазин ковров «Ташкент».
Вторая часть проспекта (от улицы Мирон Костин до улицы Матей Басараб) была застроена в основном пятиэтажными жилыми домами. С начала 1980-х годов здесь возводится группа пятнадцати и шестнадцатиэтажных жилых домов.
Третья часть от улицы Матей Басараб до улицы Студенческой застроена на западной стороне производственными и бытовыми корпусами завода «Мезон» (выстроен в 1969 году, на заводе в советское время производились микросхемы и чипы для производства компьютеров), а на восточной — девятиэтажными крупнопанельными и высотными монолитными жилыми домами.
Вдоль проспекта высажены каштаны.
До 1980 года на проспекте существовала центральная зелёная разделительная полоса. В связи с прохождением через город эстафеты Олимпийского огня Московской Олимпиады-1980 проспект был реконструирован и разделительную полосу с него убрали.

## Достопримечательности
- Мемориальный комплекс памяти солдат, павших в афганской войне. Расположен на пересечении Московского проспекта и улицы Мирон Костин. Установлен 20 мая 2007 года)[3].
- Жилой дом, в котором располагался магазин ковров «Ташкент». Выстроен ташкентскими рабочими и строителями после землетрясения, произошедшего в Кишинёве в 1977 году, с учётом сейсмостойкости. Здание резко отличается от остальных восточным орнаментом на панелях и дизайном фасада[2][4].

## Транспорт
По Московскому проспекту проходят:
- Маршруты троллейбусов № 10 (Московский проспект — Ул. Миорица) и № 11 (Московский проспект — Новые Буюканы)[5].
- Маршрут автобуса № 19 (ул. Валя Кручий — Студенческая улица)[6].
- Маршрут автобуса № 28 (Ул. Александри — Село Хульбоака)[6].
- Маршрут автобуса № 47 (Ул. Александри — Село Чореску)[6].